# Барріка
Барріка (баск. Barrika (офіційна назва), ісп. Barrica) — муніципалітет в Іспанії, у складі автономної спільноти Країна Басків, у провінції Біская. Населення — 1449 осіб (2009).
Муніципалітет розташований на відстані близько 340 км на північ від Мадрида, 16 км на північ від Більбао.
На території муніципалітету розташовані такі населені пункти: (дані про населення за 2009 рік)
- Елехальде: 808 осіб
- Гоєррі: 641 особа

## Демографія
Динаміка населення (INE ):

## Галерея зображень

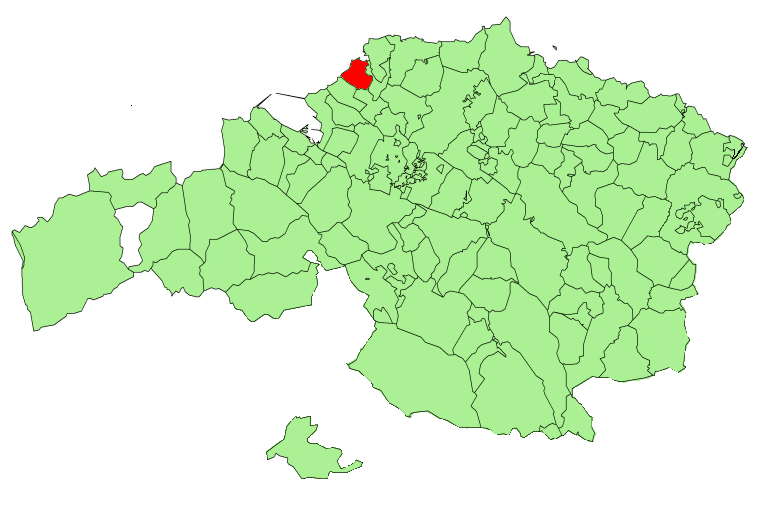
Розташування муніципалітету
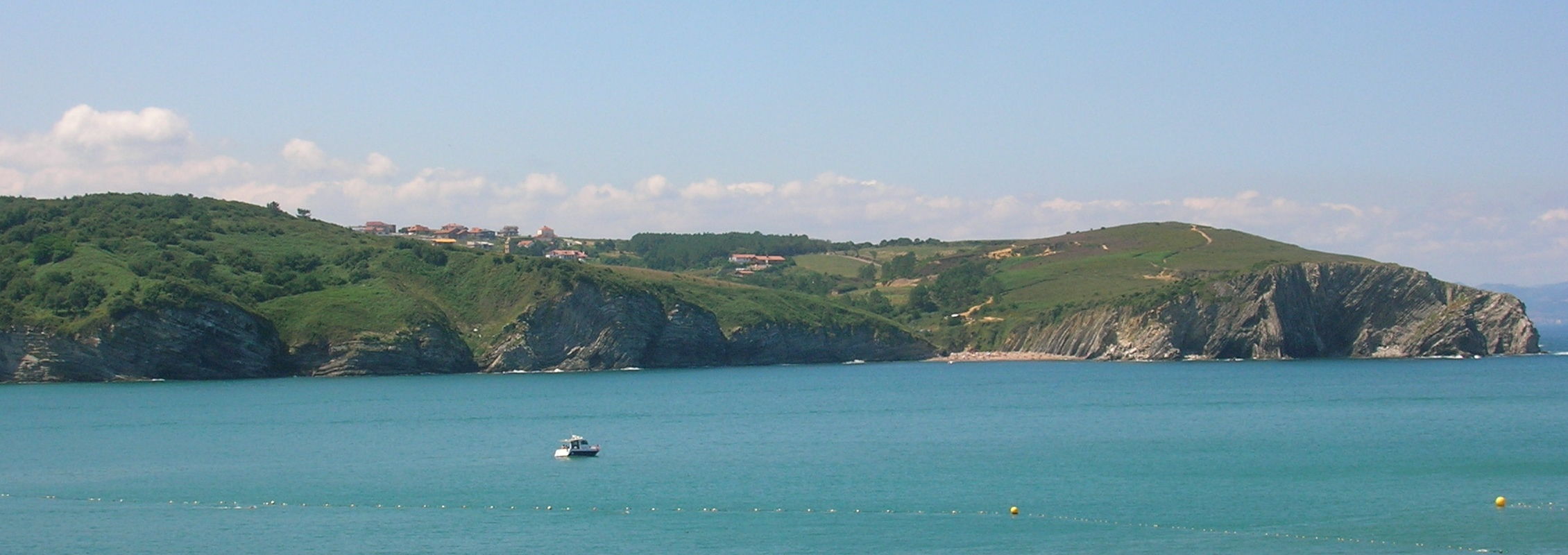
Узбережжя